# 多刺腔吻鳕
多刺腔吻鳕（学名：Coelorhynchus multispinulosus）为长尾鳕科腔吻鳕属的一种鱼类。分布于日本兵库县以南日本海及南侧骏河湾以南到琉球等海区以及自黄海北部到海南岛等，属于西北太平洋远海底层鱼类。其一般栖息于150-300米水深的灰泥沙质海底地区。该物种的模式产地在日本。